# 宋卡王子大學
宋卡王子大學是泰國南方的第一所大學，她成立於1967年，現今大約有二萬五千名在校學生。
該大學的名字來源於瑪希敦·阿杜德親王殿下，即前任泰王拉瑪九世的父親、現任泰王拉瑪十世陛下的祖父「宋卡王子」殿下。總校設於合艾城，除此以外另有四家分校：
1. 北大年分校（成立于1968年）。
2. 普吉分校（成立于1977年）。
3. 素叻他尼分校（成立于1990年）。
4. 董里分校（成立于1991年）。

在大學的教員與學生當中包括： 佛教徒、穆斯林、天主教徒、其他宗教信仰者與無宗教信仰者。

## 合艾總校的院系
- 研究生院（Graduate School）
- 理學院（Faculty of Science）
- 工學院（Faculty of Engineering）
- 自然資源學院（Faculty of Natural Resoures）
- 農工學院（Faculty of Agro-industry）
- 環境管理學院（Faculty of Environmental Management）
- 醫學院（Faculty of Medicine）
- 傳統醫學院（Faculty of Traditional Medicine）
- 護理學院（Faculty of Nursing）
- 牙醫學院（Faculty of Dentistry）
- 藥物學院（Faculty of Pharmaceutical Science）
- 管理學院（Faculty of Management Science）
- 文學藝術學院（Faculty of Liberal Arts）
- 法學院（Faculty of Laws）
- 經濟學院（Faculty of Economics）
- 中央圖書館（The Central Library）
- 瑪哈卻克里公主自然與歷史博物館（泰文：พิพิธภัณฑสถานธรรมชาติวิทยา ๕๐ พรรษา สยามบรมราชกุมารี）
- 宋卡王子大學理學院百草院（Herbarium－Faculty of Science）

## 外部連結
- 宋卡王子大學網址（页面存档备份，存于）
- 合艾旅游資料
- rak-mor-or.com （泰文）

Template:Universities in Thailand